# Daniel Johnson (futbolista)
Daniel Johnson (Kingston, 8 de octubre de 1992) es un futbolista jamaicano que juega de centrocampista en el Fatih Karagümrük S. K. de la Superliga de Turquía.

## Carrera

### Inicios de su carrera
Nacido en Jamaica, durante su etapa escolar jugó para el Crystal Palace F. C., antes de ingresar a la academia del Aston Villa. Desde sus comienzos fue evidente su potencial, particularmente después de la temporada 2010-11, donde el entrenador de la academia (Tony McAndrew) le confió el brazalete de capitán, con lo que logró conducir al Aston Villa al título de la Premier League de academias; además, fue una inspiración durante la Copa FA Juvenil, competencia en la cual alcanzó el rendimiento de un verdadero capitán, logrando llegar a las semifinales. Sus actuaciones en los equipos de la academia y de reserva habían llamado la atención del entrenador, el francés Gérard Houllier, quien para ese momento llamó a Johnson para integrarse al equipo del Aston Villa por primera vez, en un partido donde fue suplente durante la victoria con marcador de 2-1 de su club sobre Burnley en la Copa de la Liga. En enero de 2011 firmó su primer contrato profesional en Villa Park.
En el 2011-12 Johnson tuvo otra temporada de gran progreso en la cual intercaló entre partidos con la reserva y el primer equipo. En las filas de la reserva demostró una vez más su capacidad goleadora encontrando la red cinco veces. Ese don de puntuación también se replicó en el plano europeo durante la campaña del Aston Villa, llegando a los cuartos de final de la NextGen Series. Johnson fue el único jugador que disputó los siete partidos de la NextGen del club y logró convertir tres goles. En marzo de 2012 extendió su contrato hasta el verano de 2013, pero sin hacer aún su debut oficial para la institución. El 13 de junio de 2013 firmó un nuevo contrato de dos años, por lo que permaneció en el club hasta 2015.

### Préstamos
Johnson ha participado en una serie de préstamos en las últimas tres temporadas a la League One. El 23 de octubre de 2012 se unió al Yeovil Town en un acuerdo de un mes de duración, hizo su debut en liga como sustituto, donde su equipo obtuvo la victoria con marcador de 3-1 sobre Shrewsbury Town.
Johnson se unió a Chesterfield en esta misma estrategia durante tres meses donde, en 2014, debutó en un 2-1 con victoria sobre Port Vale el 30 de agosto. Jugó 13 veces para el club, convirtiéndose en un jugador regular para el primer equipo.
El 10 de noviembre de 2014 se unió a Oldham Athletic, en un acuerdo de dos meses hasta el 5 de enero de 2015. 

### Preston North End
El 23 de enero de 2015 se unió al Preston North End F. C. por una suma de 50 000 £, firmando un contrato de dos años y medio. Comenzó bien en Preston, anotando 8 goles en 18 apariciones. Johnson y sus compañeros de equipo lograron el ascenso al Football League Championship el 24 de mayo de 2015, después de una victoria de 4-0 sobre Swindon Town en el play-off final en Wembley.

## Selección nacional
El 14 de noviembre de 2020 debutó con la selección absoluta de Jamaica en un partido amistoso ante Arabia Saudita, el cual perdieron con un marcador de 3-0.

## Clubes
((Actualizada el 29 de mayo de 2025))
| Club                              | País       | Año       | Partidos | Goles |
| --------------------------------- | ---------- | --------- | -------- | ----- |
| Aston Villa F. C.                 | Inglaterra | 2011-2015 | 0        | 0     |
| Yeovil Town F. C. (cedido)        | Inglaterra | 2012      | 5        | 0     |
| Chesterfield F. C. (cedido)       | Inglaterra | 2014      | 11       | 0     |
| Oldham Athletic A. F. C. (cedido) | Inglaterra | 2014-2015 | 6        | 3     |
| Preston North End F. C.           | Inglaterra | 2015-2023 | 336      | 57    |
| Stoke City F. C.                  | Inglaterra | 2023-2024 | 31       | 2     |
| Fatih Karagümrük S. K.            | Turquía    | 2024-     | 33       | 2     |